# Vladimir Alikin
Vladimir Aleksandrovitch Alikine, né le 10 mai 1957, est un biathlète russe.

## Biographie
Il est devenu entraîneur de biathlon après sa carrière sportive.
Aux Jeux olympiques d'hiver de 1980, il remporte le titre sur le relais et est médaillé d'argent sur le sprint. Il obtient une autre récompense individuelle aux Championnats du monde 1982 à Minsk, où il décroche le bronze au sprint. Dans les Championnats du monde, il collecte trois autres médailles de bronze en relais de 1979 à 1982.
Dans la Coupe du monde, il remporte une course en 1981, à l'occasion de l'individuel de Ruhpolding.
Il est l'oncle du joueur de hockey sur glace Ievgueni Alikine.

## Palmarès

### Jeux olympiques d'hiver
| Épreuve / Édition   | Individuel | Sprint                             | Relais                         |
| ------------------- | ---------- | ---------------------------------- | ------------------------------ |
| JO 1980 Lake Placid | 8e         | Médaille d'argent, Jeux olympiques | Médaille d'or, Jeux olympiques |

### Championnats du monde
- Mondiaux 1979 à Ruhpolding :
  -  Médaille de bronze en relais.
- Mondiaux 1981 à Lahti :
  -  Médaille de bronze en relais.
- Mondiaux 1982 à Minsk :
  -  Médaille de bronze en sprint.
  -  Médaille de bronze en relais.

### Coupe du monde
- Meilleur classement général : 4e en 1979[1].
- 6 podiums individuels : 1 victoire, 2 deuxième place et 3 troisièmes places.